# Driekoningenspel

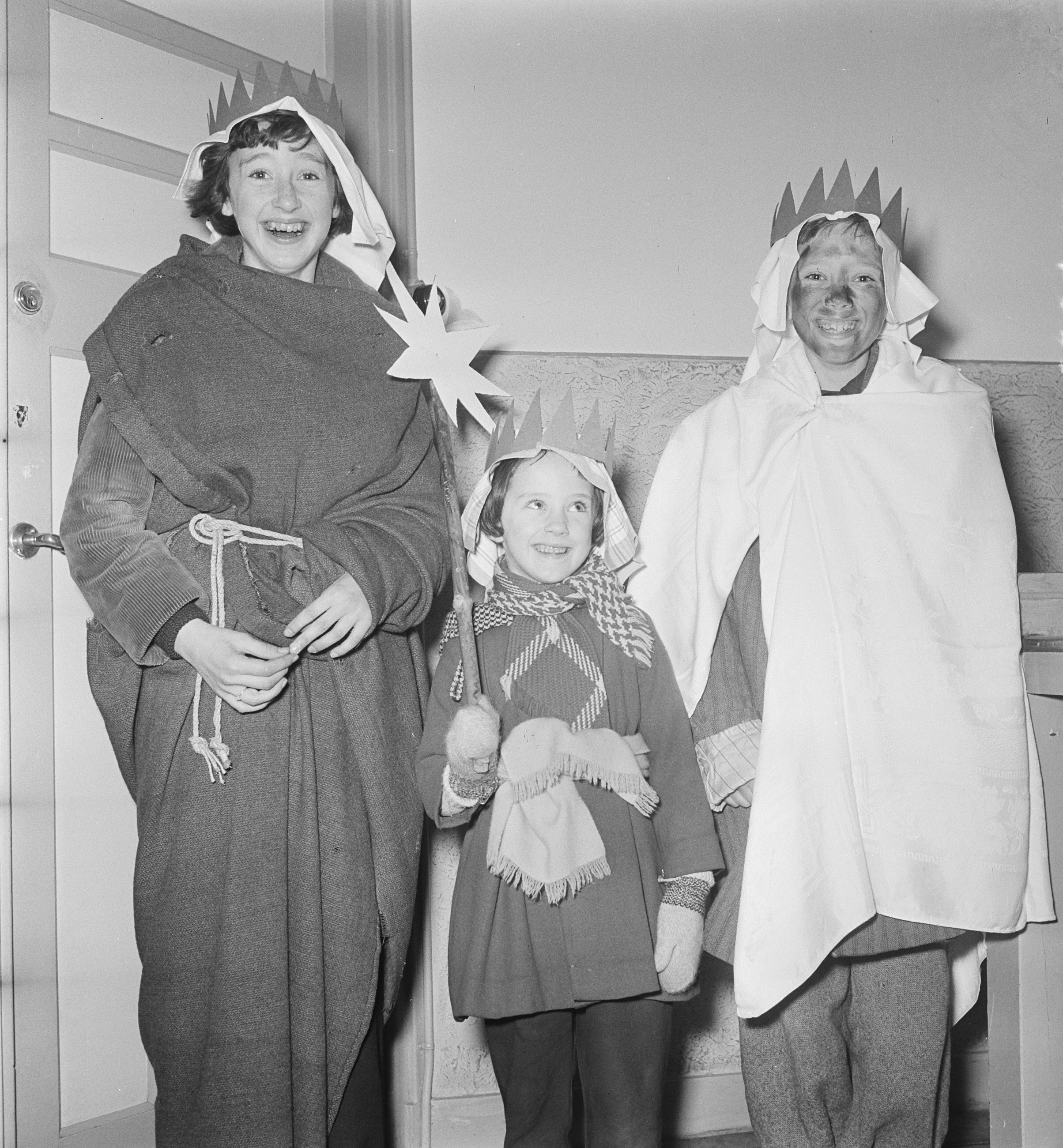
Kinderen verkleed als de drie koningen

Driekoningenspel is een mirakelspel gebaseerd op het kerstverhaal, neergeschreven door de evangelist Matteüs in zijn evangelie 2:1-23. Het bevat de episodes van de Driekoningen, de vlucht naar Egypte en de Kindermoord van Bethlehem.

## Geschiedenis
Het driekoningenspel ontstond in de 11e eeuw, het was een vorm van geestelijk drama dat op 6 januari in de kerk werd opgevoerd als voorspel van de mis en waarin het bezoek van de drie koningen aan de kribbe van Christus en het aanbieden van geschenken pantomimisch werd uitgebeeld. In de 12e eeuw nam Petrus Comestor het verhaal van de drie koningen op in zijn Historia scholastica (ca. 1168-1176) en vervolgens Vincent van Beauvais in zijn Speculum historiale (1256). Dit waren de twee bronnen die Jacob van Maerlant gebruikte om het driekoningenverhaal te introduceren in de Nederlandse literatuur. Nog in de 13e eeuw was de Legenda Sanctorum van Jacobus de Voragine instrumenteel in het verbreiden van het verhaal van de drie koningen. De bekendste en meest gedetailleerde versie was de Historia trium regum, geschreven rond 1370 door de karmeliet Johannes de Hildesheim. Dit verhaal weidde uit over de reizen van de drie koningen en werd onder meer in het Middelnederlands vertaald. De kruistochten, die interesse voor al wat oosters was teweegbrachten, waren een keerpunt voor de verering van de drie koningen. Dankzij hun Bijbelse legitimiteit begonnen ze Pape Jan te overvleugelen. Hun verhaal werd met nieuwe elementen verrijkt en men begon tot hen te bidden.